# Fidelity Medallion
Pour les articles homonymes, voir Fidelity.
La Fidelity Medallion (Médaille de la fidélité) est la plus ancienne récompense militaire américaine. Elle fut créée par un acte du congrès en 1780. Aussi connue sous le nom de "Andre Capture Medal", elle récompensa les soldats ayant participé à la capture du Major John André de l'armée britannique.
Les archives militaires indiquent que trois soldats en ont été décorés. Les noms de ces trois simples soldats étaient John Paulding, David Williams et Isaac Van Wart.
Sur la face de la médaille était indiquée la mention « Fidelity » et sur son revers « Amor patriae vincit », qui signifie : « L'amour de la patrie est vainqueur ».
Cette médaille ne fut plus jamais attribuée ensuite. C'est pourquoi le Badge of Military Merit est en général considéré comme la première décoration des États-Unis et cela même si elle ne fut créée qu'en second en 1782.

## Sources
- Historical Collection of New York, by John W. Barber and Henry Howe, 1841.